# بزايا
بزايا هو ملك آشور من القرن 17 ق م، حسب قائمة ملوك آشور ذكرت أنه حكم لمدة 27 سنة من سنة 1649 إلى سنة 1622 ق م، خلفه في الحكم لولايا.